# Fèlix Balbas
Fèlix Balbas, nascut a Milà (Itàlia), de mare catalana, és un dels grans especialistes mundials d'animació en 3D i en efectes visuals (VFX). Ha treballat per a grans superproduccions de cinema com Regne Unit, Nova Zelanda o els Estats Units.

## Biografia
Fèlix Balbas neix a Milà, on estudiarà Belles Arts. La seva trajectòria professional s'inicia en el sector de la publicitat, amb l'empresa Locomotion (Interactive group, de Milà). Tres anys més tard es trasllada a Alemanya, on ja comença a fer algunes escenes en 3D, amb la companyia Munich Animation, tanmateix comença a treballar en una pel·lícula de Warner Bros. Més tard viatja a San Francisco (Califòrnia) contractat per l'empresa ILM (Industrial Light & Magic), la companyia de George Lucas, allà s'hi està durant 4 anys. L'any 1999 es trasllada a Nova Zelanda on s'hi està un any i mig treballant amb Creature TD. A principis de 2001 viatja a Londres, on treballa per l'empresa Frame Store. Set anys després torna a Nova Zelanda amb l'empresa Weta Digital, s'hi està un any. L'any 2009 torna a Londres, aquesta vegada amb la companyia Double Negative. Entre 2011 i 2012 col·labora amb l'agència MPC fins que finalment crea la seva pròpia empresa amb Maurizio Giglolo, anomenada MINIMO VFX. El juny de 2014 crea i dirigeix la fira de VFX b'Ars, a Barcelona.
El 2015, s'inicia com a director de la primera titulació universitària d'animació i VFX a Catalunya, i possiblement la primera del seu gènere, ja que no només forma en les tècniques 3d/2d, sinó que també centra el grau en la creació d'IP, aspectes de gestió de màrqueting i producció.

## b'ARS
b'ARS és una fira professional del sector de les arts i efectes visuals (VFX), oberta al públic, creada per Felix Balbas. Es tracta d'un punt de trobada de la Mediterrània per a la producció, VR, videojocs, VFX i un negoci de plataforma creuada, aportant personalitats relacionades amb continguts digitals A-list, a artistes de tot el món (ILM, Weta Digital, Framestore, MPC, Cinesite, The Mill, etc.).
La primera edició fou celebrada l'any 2014 a l'art Santa Mònica, amb el suport de la Generalitat i l'Ajuntament de Barcelona. Aquesta fira inclou masterclasses, conferències, esdeveniments artístics, projeccions, etc.

## Filmografia
Fonts:
- 1997  Бременские музыканты, Bremenskiye muzykanty (els músics de Bremen) (artista 3D: Munich Animation)
- 1997 Flubber (director tècnic: ILM)
- 1998 Jack Frost (director tècnic: ILM)
- 2001 El Senyor dels Anells: La Germandat de l'Anell (director tècnic de criatures: Weta Digital)
- 2002 Harry Potter i la cambra secreta (artista gràfic per ordinador: Framestore CFC)
- 2002 El Senyor dels Anells: Les dues torres (facial principal de criatura: Weta Digital)
- 2004 Harry Potter i el pres d'Azkaban (supervisor de tramoia: Framestore CFC) / (technical director: Framestore CFC)
- 2005 Harry Potter i el calze de foc (supervisor de tramoia de personatges: Framestore-CFC)
- 2006 X-Men: The Last Stand (efectes visuals de tramoia: Framestore CFC)
- 2006 Children of Men (tramoia: Framestore CFC)
- 2007 Harry Potter i l'orde del Fènix (supervisor de tramoia de personatges: Framestore CFC)
- 2007 La brúixola daurada (tramoia principal: Framestore CFC)
- 2009 Avatar (director tècnic sènior de criatures: Weta Digital)
- 2012 John Carter (tramoia: Double Negative)
- 2013 The Machine (supervisor d'efectes visuals: Minimo VFX)
- 2014 The Nostalgist (curt) (TD criatures: Minimo VFX)
- 2014 Pudsey the Dog: The Movie (supervisor de tramoia: Minimo Vfx)
- 2014 Monsters: Dark Continent (supervisor de tramoia - Minimo Vfx)
- 2016 League of Gods (supervisor de tramoia: Minimo Vfx)
- 2016 Løvekvinnen (supervisor de criatures: Minimo Vfx)
- 2016 Un monstre em ve a veure (criatures td: Minimo Vfx)
- 2017 Revolt (supervisor de tramoia: Minimo Vfx)
- 2017 Pagginton 2 (criatures td: Minimo Vfx)
- 2021 30 monedas (1 episodi, supervisor de tramoia: Minimo Vfx)